# معاهدة الصواريخ المضادة للباليستية
معاهدة الصواريخ المضادة للباليستية (معاهدة ABM) هي معاهدة تم التوقيع عليها بين الولايات المتحدة والاتحاد السوفيتي للحد من أنظمة الصواريخ المضادة للباليستية المستخدمة للدفاع ضد الأسلحة النووية المنقولة بالصواريخ البالستية. وفقا لبنود المعاهدة، يلتزم كل طرف بنظامين من الصواريخ المضادة للبالستية، كل منهما يحد بما لا يزيد عن 100 صاروخ مضاد للبالستية.
تم توقيع المعاهدة عام 1972، وكانت مفعلة لمدة 30 عاما. وبعد حل الاتحاد السوفيتي في عام 1991، قامت الولايات المتحدة وأربعة من جمهوريات الاتحاد السوفيتي السابق بالموافقة على الاستمرار بالمعاهدة. وفي عام 2002 انسحبت الولايات المتحدة من المعاهدة مؤدية إلى إنهائها.